# Cannabis en Italie
Le 18 mars 2018, l'Italie comptait 39 013 938 habitants entre 15 et 64 ans. Chez les jeunes adultes (15 - 34 ans), 20,7% de la population consommait du cannabis représentant 15.5% des femmes et 25,8% des hommes.

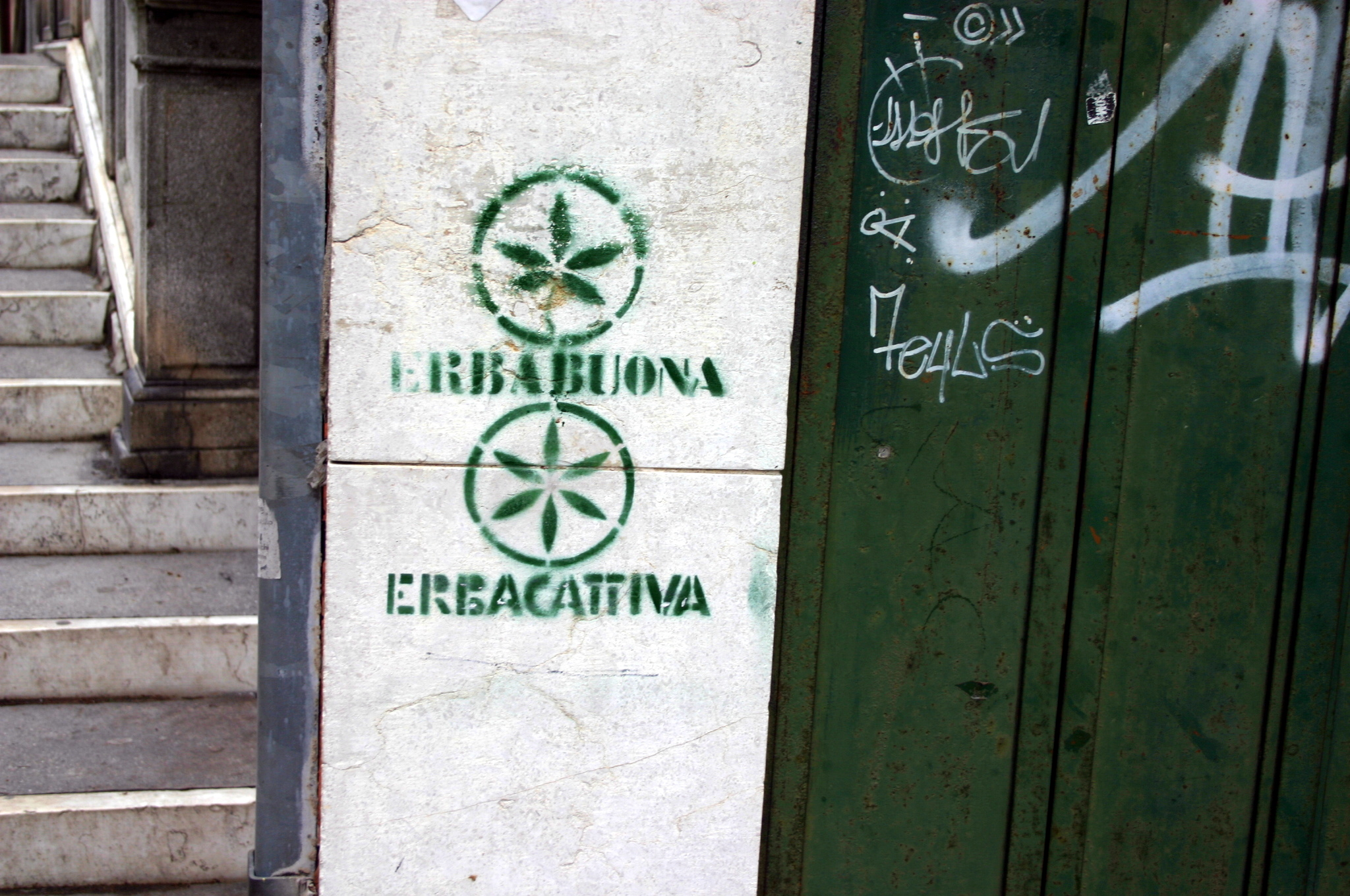
Graffiti à Venise

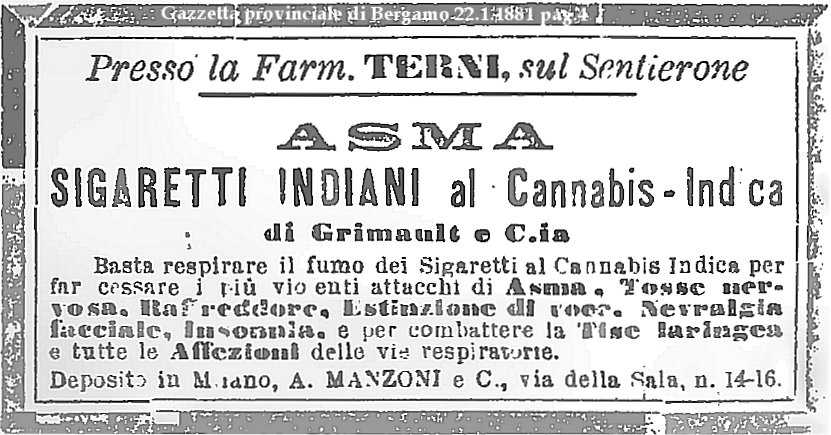
1881 publicité pour les cigarettes de cannabis à Bergame

En Italie, la quantité maximale de cannabis autorisée pour la consommation personnelle était alors de 5 g. Au-delà, la possession était assimilée à du trafic.
Depuis avril 2013, l'usage de cannabis thérapeutique est en revanche autorisée en Italie. On en trouve dans certaines supérettes, en vente, aux caisses, par exemple chez Marro Anna Margherita, à Limone Piemonte, en février 2020.